# 난징 원인
난징 원인 또는 남경 원인(南京原人)은 1993년 중국 난징 탕샨 동굴에서 발견된 호모 에렉투스의 아종으로 580,000~620,000년 전에 살았다. 이는 베이징 원인과 거의 같은 시대이거나 약간 앞선 시대였다. 남전 원인과 거의 비슷하거나 약간 늦은 시대였다. 학명은 시난트로푸스 난킹넨시스였다가 호모 에렉투스 난킹넨시스로 변경되었다.

## 같이 보기
- 호모 에렉투스
- 북경원인